# Ханхипаси
Ханхипаси (Ханхипааси, фин. Hanhipaasi, Малый) — небольшой скалистый остров в Ладожском озере. Административно относится к Лахденпохскому району Карелии, Россия.
Остров длиной ок. 0,8 км. На острове расположен высокий маяк 1879 года постройки (архитектор Аксель Дальсрём, Axel Hampus Dalström), видимый издалека.
Ранее маяк использовал радиоизотопный источник энергии и остров загрязнён радиоактивными отходами. Финский краевед Юха Таскинен измерил, что на самом берегу острова уровень радиоактивности соответствует фоновому; при приближении к маяку уровень радиоактивности резко возрастает: около маяка — 76 мкР/час, а около стальной двери достигает 90 мкР/час.